# Opakovač

Bezdrátový opakovač

Opakovač (anglicky repeater) je elektronický aktivní síťový prvek, který přijímá zkreslený, zašuměný nebo jinak poškozený signál a opravený, zesílený a správně časovaný ho vysílá dále. Tak je možné snadno zvýšit dosah média bez ztráty kvality a obsahu signálu. Opakovače patří do první (fyzické) vrstvy referenčního modelu OSI, protože pracují přímo s elektrickým signálem.

## Digitální komunikace
V digitálních komunikačních systémech je za opakovač označováno zařízení, které přijímá digitální signál na elektromagnetických nebo optických přenosových médiích a regenerovaný jej vysílá do další větve média. Opakovač vyrovnává útlum způsobený elektromagnetickým polem nebo ztrátami v médiu. Opakovač odstraňuje šum tím, že příchozí signál je obnoven do původní digitální podoby a poté znovu vytvořen (analogové zesilovače zesilují i šum).
Více opakovačů za sebou umožňuje prodloužit dosah signálu. U Ethernetu je z důvodu použití kolizních protokolů CSMA/CD jejich počet omezen, aby bylo možné bezpečně detekovat kolize. Použití opakovačů totiž vnáší nezanedbatelné zpoždění do celkové doby, kterou signálu trvá, než urazí cestu z jednoho konce sítě na druhý. Pokud by tato doba přesáhla určitou hranici, mohlo by dojít k nežádoucí situaci: kolize by byla detekovatelná jen v části sítě, a nikoli v celé síti (například jen "uprostřed", a nikoli "na koncích").
U wifi routerů se používá takzvaný systém WDS, který umožňuje automatizované přeposílání dat od hlavních uzlů do uzlů vedlejších. Systém WDS disponuje 3 typy propojení:
- Repeater – Slouží k propojení dvou samostatných sítí. WDS klient dál přeposílá signál jako 'posilovač'.
- Bridge – Slouží k propojení dvou samostatných sítí. WDS klient dál signál nepřeposílá.
- Crude – Chová se jako Repeater, ale je zpětně kompatibilní s různými výrobci.

U wifi routerů s módem/módy repeater se vyskytuje i mód "Universal Repeater". V porovnání s tradičním WDS (Wireless Distribution System) Universal Repeater poskytuje vyšší výkon, kompatibilitu a snadněji se nastavuje.

## Bezdrátové komunikace
U bezdrátových systémů se repeater skládá z radio přijímače, zesilovače, vysílače, izolátoru a dvou antén. Vysílač generuje signál na odlišné frekvenci od signálu na vstupu (rozdíl mezi těmito frekvencemi se nazývá odskok, angl. frequency offset; jde tedy o převáděč), což je nezbytné k ochraně vstupu před zarušením od zesíleného signálu na výstupu. Izolátor v tomto případě poskytuje dodatečnou ochranu.
Opakovače se strategicky umisťují na střechy vysokých budov, vrcholky kopců a podobně. Takto se dá jednoduše zvýšit výkon i pokrytí bezdrátové sítě.

## Satelitní komunikace
Repeater, častěji nazýván transponder (česky retranslátor), přijímá signál a přeposílá jej, často na odlišných frekvencích do cílové lokace.

## Mobilní komunikace
Zařízení pro posílení GSM signálu v místech, kde není nebo není dostatečně silný (např. sklepy budov, garáže, vlaky…).

## Optická vlákna
Repeater je složen z fotobuňky (přijímače), zesilovače a světlo emitující (LED) nebo infra-diody (IRED). Optický signál nejprve převede na elektronický a po z restaurovnání opět na optický, který je vysílán dále do optického vlákna. Optické opakovače pracují s mnohem menšími výkony, než opakovače bezdrátové, a také jsou mnohem jednodušší a levnější. Přesto jejich výroba vyžaduje mnohem vyšší přesnost a kvalitu k minimalizaci vnitřního šumu elektronických obvodů.

## Radiotechnika
Opakovače jsou využívány i komerčními radio stanicemi, nebo radioamatéry k oddělení signálu v jejich frekvenčním rozsahu od jednoho přijímače ke druhému.

## PMR opakovač
PMR opakovač je elektronické zařízení umožňující komunikaci prostřednictvím PMR vysílaček tam, kde by to jinak nebylo možné z důvodu příliš velké vzdálenosti nebo terénních překážek. V principu se jedná o určitý typ primitivního bezdrátového opakovače, na rozdíl od něj umožňuje pouze simplexní provoz. Provoz opakovačů na PMR pásmu je v ČR zakázán.

### Popis funkce
Při používání PMR vysílaček mohou být uživatelé limitováni dosahem, což vyplývá z charakteru šíření rádiových vln v pásmu UHF. Ty se totiž šíří přímo a neohýbají se, podobně jako světlo. Pokud je tedy mezi dvěma radiostanicemi například kopec, nemohou se tyto stanice dost dobře navzájem slyšet. Opakovač, má-li spojení s každou ze stanic, může fungovat jako prostředník pro komunikaci. Výhodná poloha pro jeho umístění je právě na onom kopci, odkud bude v dosahu obou stanic. Opakovač funguje tak, že poslouchá na stanoveném kanále a pokud detekuje vysílání jedné ze stanic, nahraje ho do své paměti. Po skončení vysílání první stanice na témže kanále záznam odvysílá a ten je zachycen druhou stanicí. Tento princip se liší od klasické definice bezdrátového opakovače, protože ty přijímaný signál vysílají okamžitě/souběžně, ale na jiné frekvenci. V radioamatérské praxi se pro takto fungující zařízení používá termín převaděč.
V reálném použití může PMR opakovač zajistit spojení pro stanice z okruhu mnoha desítek (někdy až stovek) kilometrů, pokud je umístěn na vhodném místě, nejlépe kopci, na který je přímá viditelnost z velkých vzdáleností.
PMR opakovače bývají budovány nadšenci do vysílání na PMR frekvencích a určeny k veřejnému použití, stejně jako pro konkrétní účely a neveřejné použití (v tom případě často nejsou pracovní frekvence zveřejňovány a opakovač se zapíná jen když je potřeba)

### Technické provedení
Opakovač pro pásmo PMR bývá většinou realizován jako upravená či neupravená PMR radiostanice připojená na nějaký řídící prvek, například mikrokontrolér nebo počítač s vhodným SW. Ten zajišťuje nahrávání a znovuodvysílání relací, případně pokročilé funkce jako řízení DTMF kódy a další. Stanička může využívat svoji integrovanou anténu nebo připojenou externí, jenž poskytuje lepší parametry pro příjem i vysílání. Celé zařízení je napájeno bateriemi, ze sítě, nebo třeba i fotovoltaickými články.